# Parco Vergiliano a Piedigrotta
(Epitaffio di Virgilio)
Il parco Vergiliano a Piedigrotta (altrimenti detto Parco delle tombe di Virgilio e Leopardi), da non confondere con il parco Virgiliano del quartiere Posillipo, è un parco di Napoli, situato in salita della Grotta, nella zona di Piedigrotta, dietro l'omonima chiesa, famoso perché conserva il sepolcro che la tradizione popolare vuole di Virgilio, ed inoltre il monumento sepolcrale che contiene quelle che si presuppone siano le spoglie di Giacomo Leopardi.
Nel 2016 il sito ha fatto registrare 23 479 visitatori.

## Storia e descrizione
Dal 1662 fino agli inizi del 1800 l'area della tomba di Virgilio, con il suo podere, fu di proprietà della nobile famiglia d'Alessandro di Pescolanciano che ivi possedeva una villa residenziale con annesso casino agreste. Nel corso dell'800 e '900 si sono poi succedute altri proprietari ed infine l'area è stata acquisita dallo Stato dopo l'Unità d'Italia. Fu risistemato nel 1885, in occasione dell'apertura dell'odierna galleria delle Quattro Giornate, ma fu solo intorno al 1930, in occasione del bimillenario delle Celebrazioni Virgiliane, che è diventato Parco. È stato sistemato secondo l'attuale itinerario per volontà del latinista e archeologo Enrico Cocchia, e restaurato e riaperto al pubblico nel 1976. È monumento nazionale. L'ingresso all'area è gratuito. 

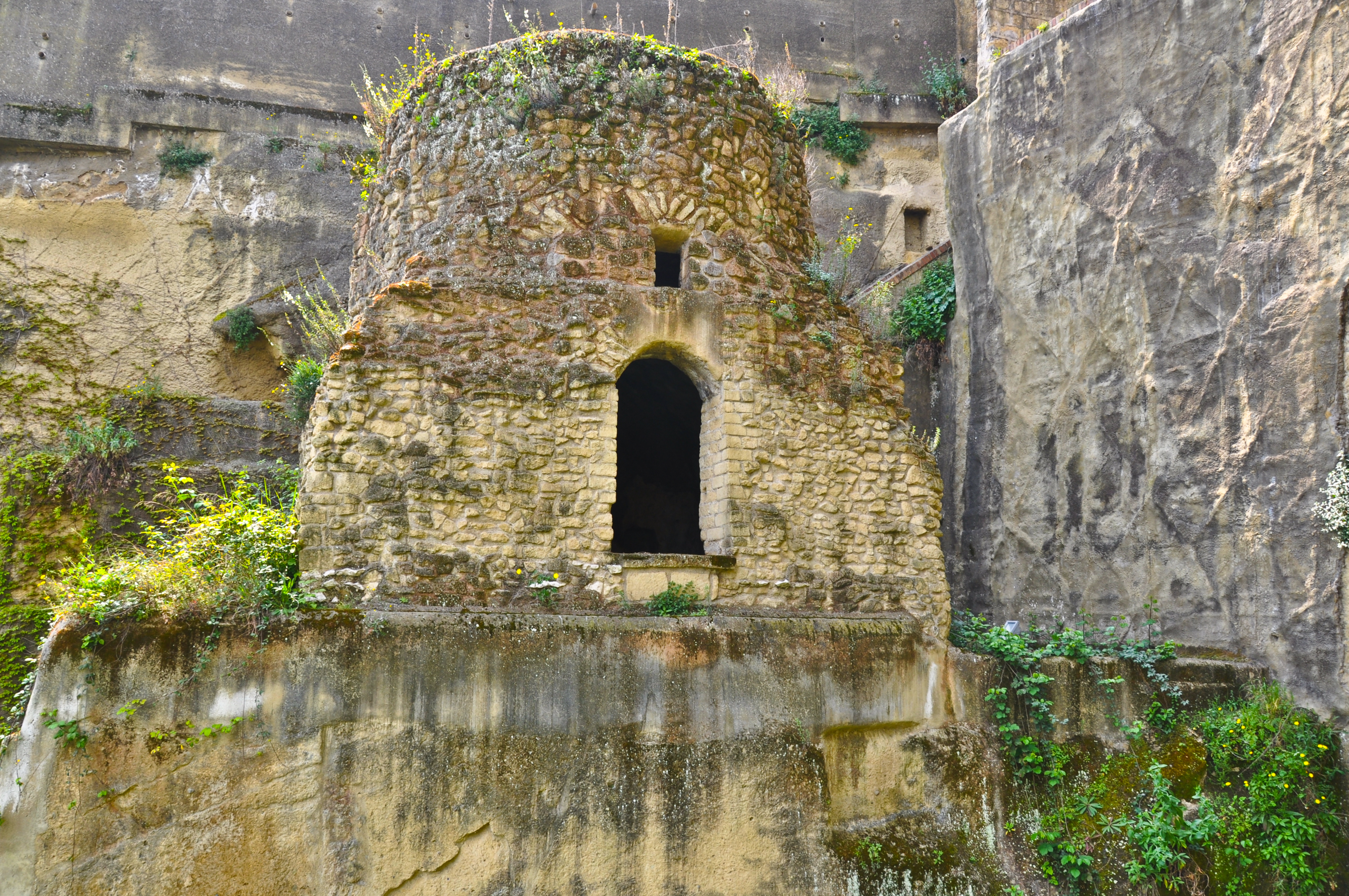
La tomba di Virgilio

Nel parco è presente il cenotafio di Virgilio, un colombario di età romana, tradizionalmente ritenuto la tomba del poeta. Inoltre ospita, dal 22 febbraio 1939, la tomba di Giacomo Leopardi, morto a Napoli e sepolto inizialmente nella vecchia chiesa di San Vitale Martire a Fuorigrotta.

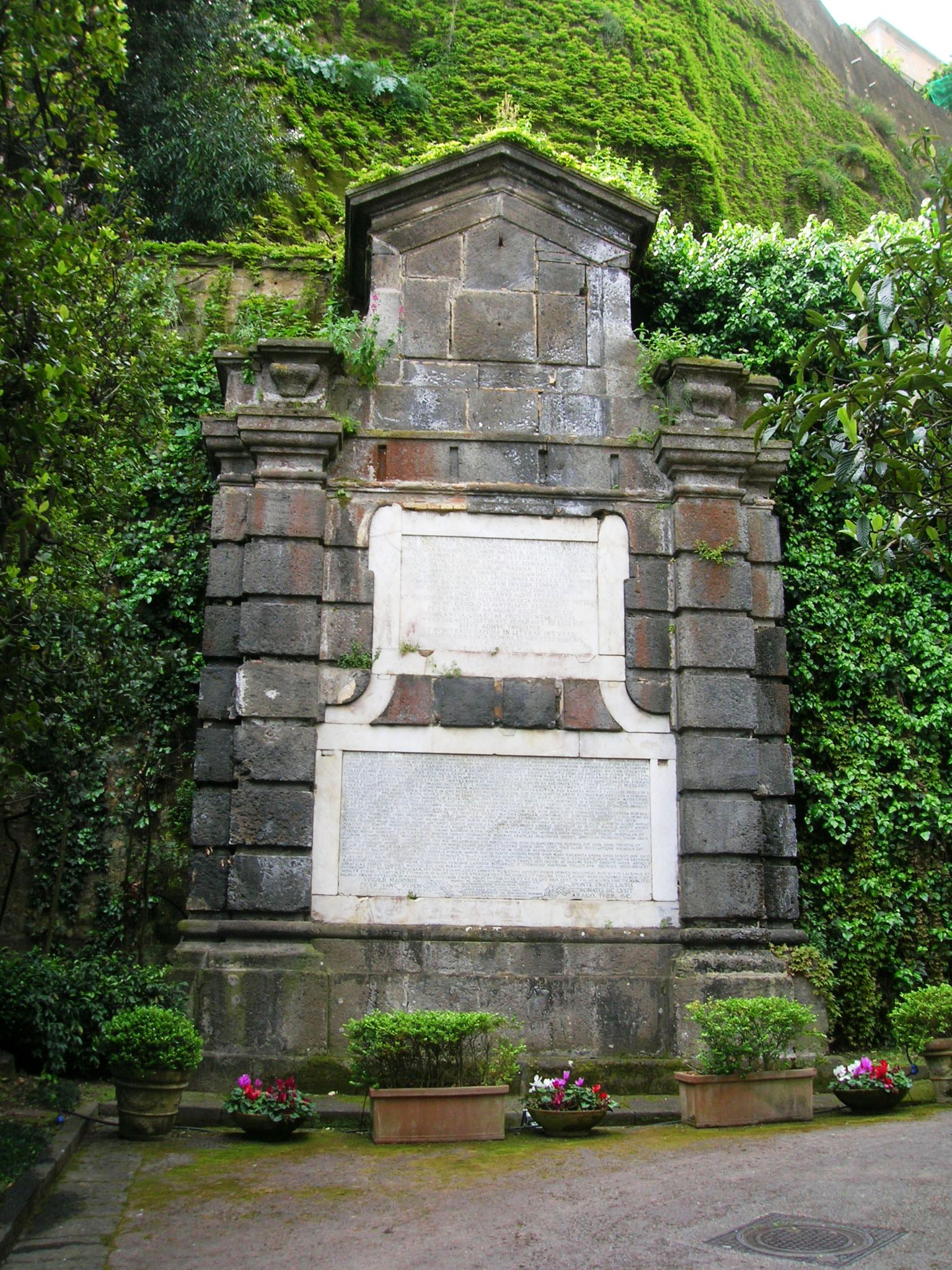
Edicola con elenco delle sorgenti termali da Fuorigrotta a Pozzuoli

Salendo il viale si incontra subito sulla sinistra un'edicola in piperno che mostra due lapidi fatte porre nel 1668 dal viceré Pietro Antonio d'Aragona. Queste lapidi elencano le sorgenti di acque termali presenti nell'area flegrea da Fuorigrotta fino a Pozzuoli, e le malattie che potevano essere curate grazie a ciascuna di esse.

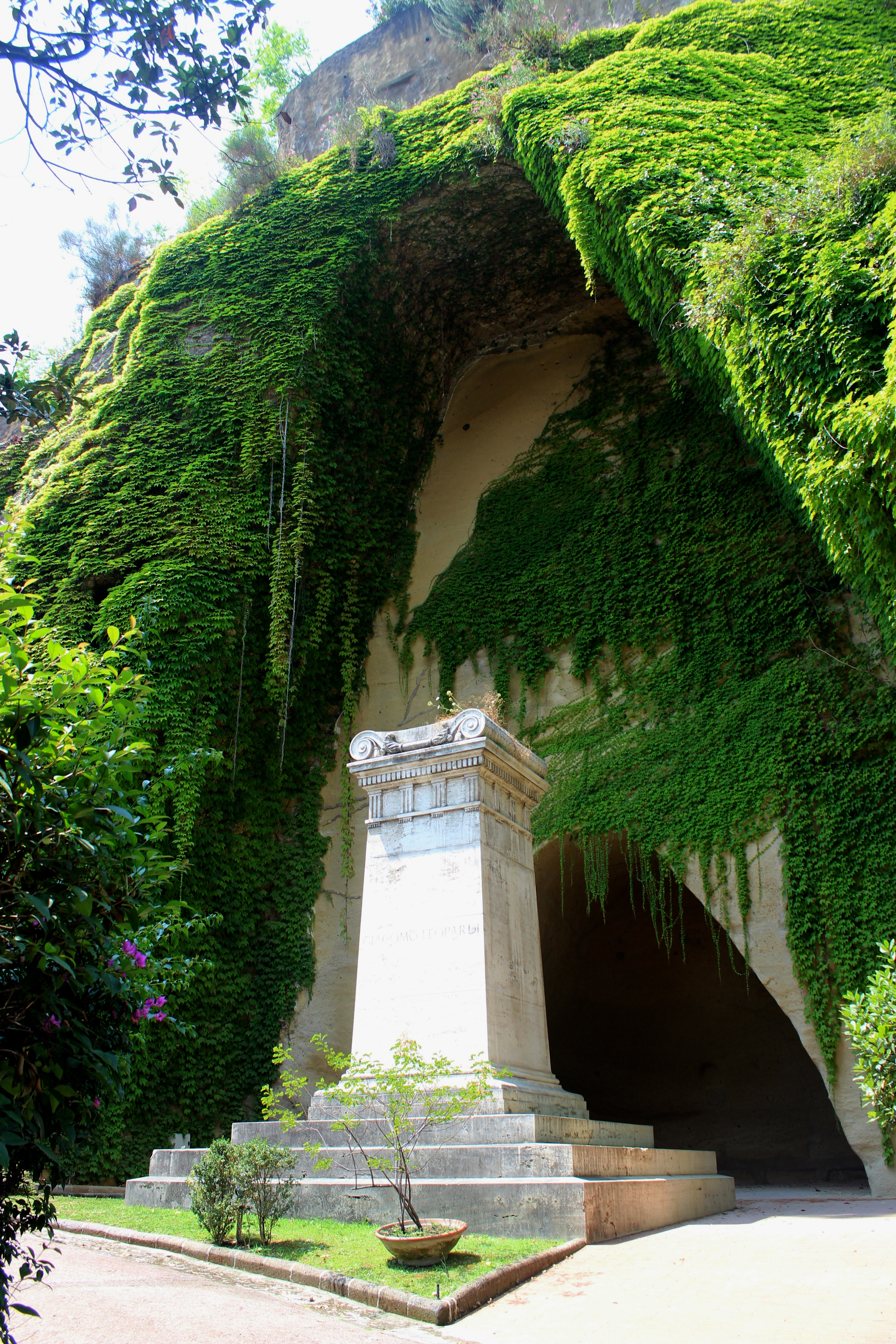
Tomba di Leopardi

In cima alla salita ci si trova di fronte a un enorme monumento marmoreo: la tomba del celebre poeta Giacomo Leopardi. La tomba è in forma di alta ara con una larga base quadrata, situata all'interno di una grotta artificiale del banco tufaceo.

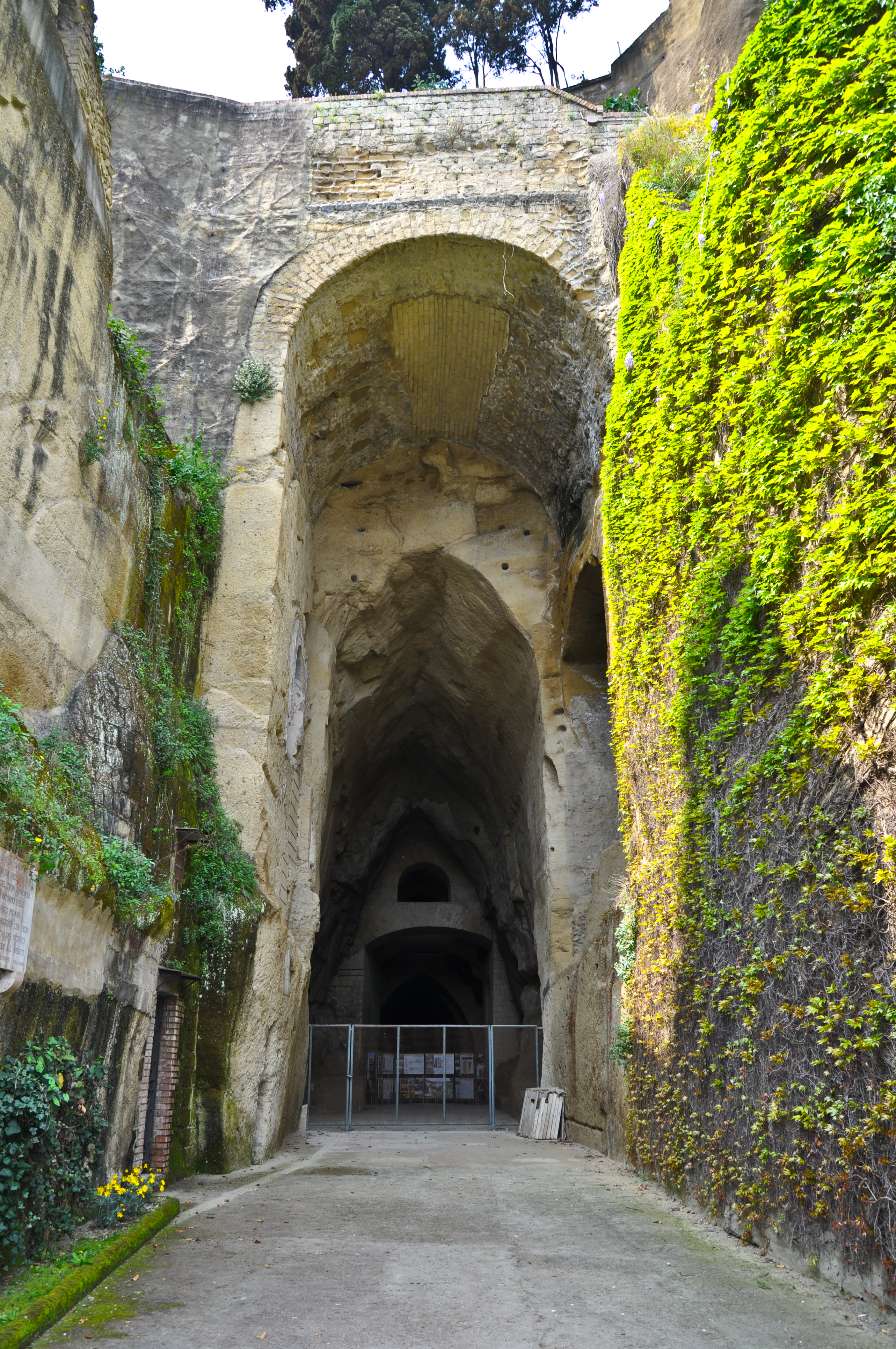
Crypta Neapolitana

Sull'ara è presente il nome del poeta mentre a fianco si trova una stele, incisa sulla pietra, a dimostrare l'attendibilità della tomba da parte del governo italiano, firmata da Vittorio Emanuele III. Inoltre nelle vicinanze è collocato il primo monumento sepolcrale, posto in precedenza nel pronao della chiesa di San Vitale. Infine è visibile la lapide, sempre proveniente dal pronao, che reca la sanzione da parte di Umberto I della legge approvata nel 1897, per cui la tomba del poeta era dichiarata dalle camere monumento nazionale.
Passeggiando più avanti troviamo a destra la Crypta Neapolitana, detta anche Grotta di Pozzuoli o Grotta di Posillipo, imponente galleria d'epoca romana che collega Mergellina con Fuorigrotta (attualmente la galleria è esclusa ai visitatori per motivi di sicurezza, in attesa dei lavori di restauro). A lato è presente un verso di Leopardi, dedicato al poeta Virgilio.

### Tomba di Virgilio
Salendo la piccola scalinata che porta alla Tomba di Virgilio, si incontra dapprima il condotto dell'acquedotto augusteo del Serino, mentre subito dopo, verso la grotta, è visibile una nicchia con resti di affreschi medievali (Madonna con Bambino; Padre Eterno) di una chiesa preesistente.

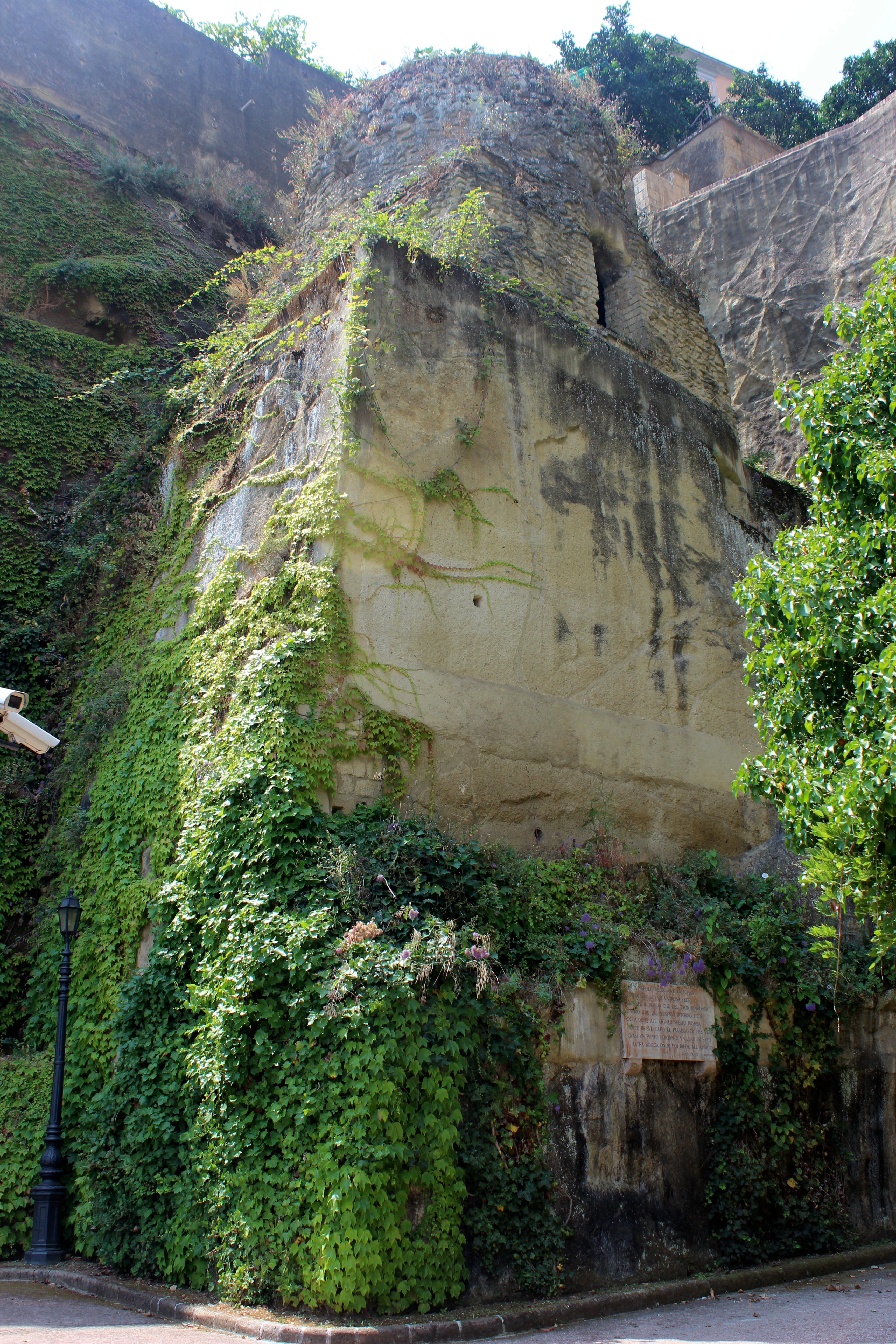
cd. Tomba di Virgilio

Passando al di sopra della galleria romana, si giunge infine alla cosiddetta Tomba di Virgilio. La struttura è in opera cementizia rivestita di opera reticolata ed è composta da un basamento cubico che sostiene un tamburo cilindrico. All'interno la camera sepolcrale è di forma quadrata coperta con una volta a botte, e presenta tre feritoie per l'illuminazione interna, mentre le pareti sono scandite da dieci nicchiette che un tempo accoglievano le urne cinerarie.
Attualmente il monumento appare arroccato e quasi sospeso sullo strapiombo poiché il livello di calpestio di epoca romana non corrisponde più a quello odierno. Infatti nel '400 Alfonso d'Aragona intervenne radicalmente sulla Crypta Neapolitana, sia allargandola che soprattutto abbassando il suo piano di calpestio (che corrisponde a quello attuale).
Infine, subito al di fuori dell'ingresso alla Tomba di Virgilio, attaccata alla parete rocciosa vi è una piccola epigrafe marmorea, apposta nel 1554 dai canonici del vicino convento di S. Maria di Piedigrotta. Il testo sarcastico e spiritoso testimonia della sempre accesa discussione sul monumento, se davvero si tratti del sepolcro di Virgilio. Essa recita in latino: 

"Qui cineres? Tumuli haec vestigia: conditur olim / ille hic qui cecinit pascua rura duces" 

("Quali ceneri? Queste sono le vestigia del tumulo. Fu sepolto un tempo qui colui che cantò i pascoli, i campi, i condottieri").